# 63156 Лічхон
63156 Лічхон (63156 Yicheon) — астероїд головного поясу, відкритий 5 грудня 2000 року.
Тіссеранів параметр щодо Юпітера — 3,184.
Названо на честь корейського вченого часів династії Чосон Лі Чхона (кор. 이천, 李蕆, Yi Cheon, 1376-1451).